# Kerry Fox
Kerry Fox (sinh 30/07/1966) là một diễn viên New Zealand. Fox đoạt giải Gấu bạc về Nữ diễn viên xuất sắc nhất tại LHP Berlin năm 2001 với phim Intimacy.

## Danh mục phim
- Night of the Red Hunter (1989)... as Police Officer
- An Angel at My Table (1990)... as Janet Frame
- The Rainbow Warrior (1992)... as Andrea Joyce
- The Last Days of Chez Nous (1992)... as Vicki
- Rocky Star (1993)... as Dianna Moore
- Mr. Wroe's Virgins (1993)... as Hannah
- Friends (1993)... as Sophie
- Shallow Grave (1994)... as Juliet Miller
- The Last Tattoo (1994)... as Kelly Towne
- Country Life (1994)... as Sally Voysey
- Saigon Baby (1995)... as Kate Cooper
- A Village Affair (1995)... as Clodagh Unwin
- The Affair (1995)... as Maggie Leyland
- Welcome to Sarajevo (1997)... as Jane Carson
- The Hanging Garden (1997)... as Rosemary
- The Sound of One Hand Clapping (1998)... as Sonja Buloh
- The Wisdom of Crocodiles (1998)... as Maria Vaughan
- To Walk with Lions (1999)... as Lucy Jackson
- Thinking About Sleep (1999)... as Police Woman
- The Darkest Light (1999)... as Sue
- Shockers: Deja Vu (1999)... as Jessica
- Fanny and Elvis (1999)... as Katherine Fanny 'Kate' Dickson
- Intimacy (2001)... as Claire
- The Point Men (2001)... as Maddy Hope
- The Gathering (2002)... as Marion Kirkman
- Black and White (2002)... as Helen Devaney
- 40 (2003)... as Maggie
- So Close to Home (2003)... as Maggie
- Niceland (Population. 1.000.002) (2004).... Chloe
- The Murder Room (2004)... as Muriel Godby
- Bob the Builder: Snowed Under (2004) (voice)... as Charlene
- Rag Tale (2005)... as Peach James Taylor
- Footprints in the Snow (2005)... as Claire
- Cold Blood (2005)... as Jan
- Nostradamus (2006)... as Catherine de Medici
- The Ferryman (2007)... as Suze
- Intervention (2007)... as Kate
- He Said (2007)... as Julie
- Trial & Retribution XVIII: The Box (2008)... as DI Moyra Lynch
- Inconceivable (2008)... as Kay Stephenson
- The Shooting of Thomas Hurndall (2008)... as Jocelyn Hurndall
- Storm (2009)... as Hannah Maynard
- Bright Star (2009)... as Mrs. Brawne
- Intruders (2011)... as Dr. Rachel
- Burning Man (2011)
- Falcón (TV 2012)...Manuela Falcón